# Pintxos de Donostia

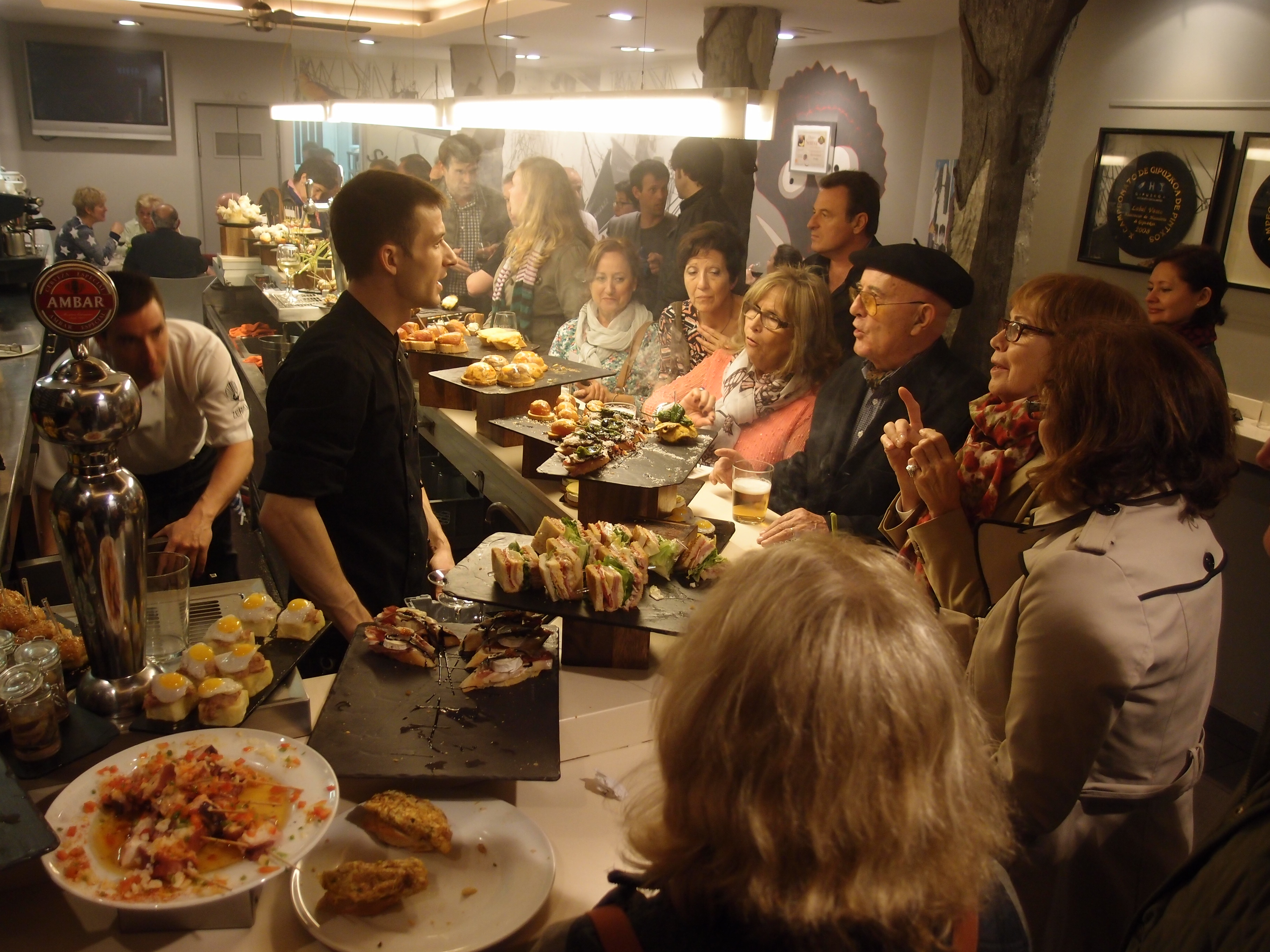
Typische Pintxosbar in der Altstadt von Donostia-San Sebastián

Pintxos de Donostia (spanisch, Pinchos von Donostia) sind eine überregional renommierte kulinarische Besonderheit der baskischen Küstenstadt Donostia-San Sebastián. Es handelt sich um kleine kalte oder warme Gourmetportionen der sogenannten Cocina en miniatura (Miniaturküche) – oftmals aufgespießt auf kleine Weißbrotscheiben – auf hohem gastronomischen Niveau. Der Ort gilt darüber hinaus als unumstrittene Hauptstadt und Hochburg der Pintxos-Kultur des gesamten spanischen Baskenlandes und weiterer Autonomer Gemeinschaften, die Pinchos der Cocina en miniatura anbieten und innovativ kulinarisch weiterentwickeln.

## Wettbewerbe und Veranstaltungen
Pintxos de Donostia nehmen regelmäßig mit großem Erfolg an folgenden Gourmetveranstaltungen und -wettbewerben teil:
- Concurso „El mejor pintxo de Donostia“
- Feria Mundial de la Cocina en Miniatura (Donostia-San Sebastián: Palacio de Miramar)
- Campeonato de Euskal Herria de Pintxos
- Campeonato de España a la Mejor Barra de Pinchos y Tapas
- Mejor Bar de pinchos de España
- Feria Mundial de la Cocina en Miniatura

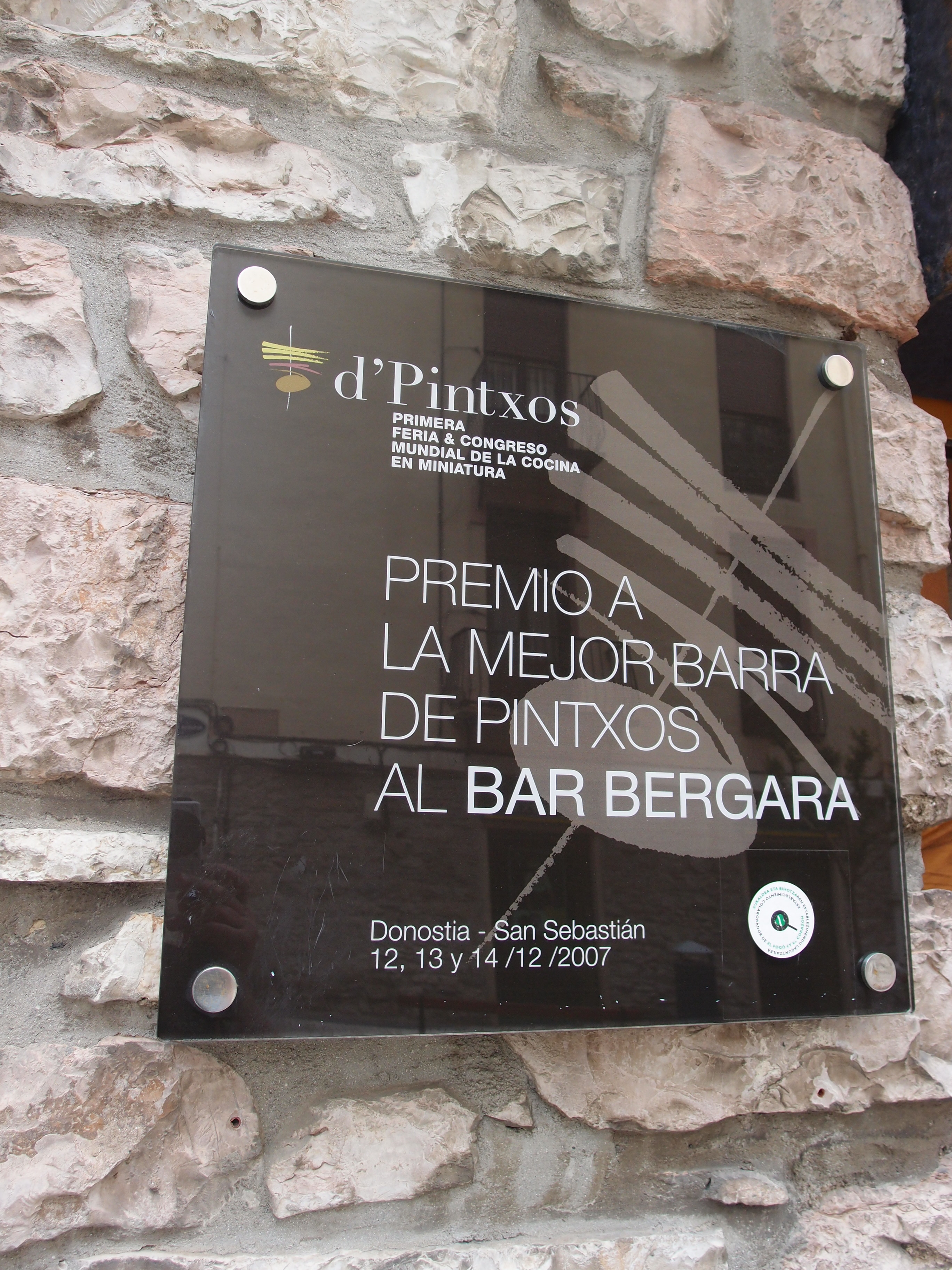
Feria Mundial de la Cocina en Miniatura Gewinner: Bergara
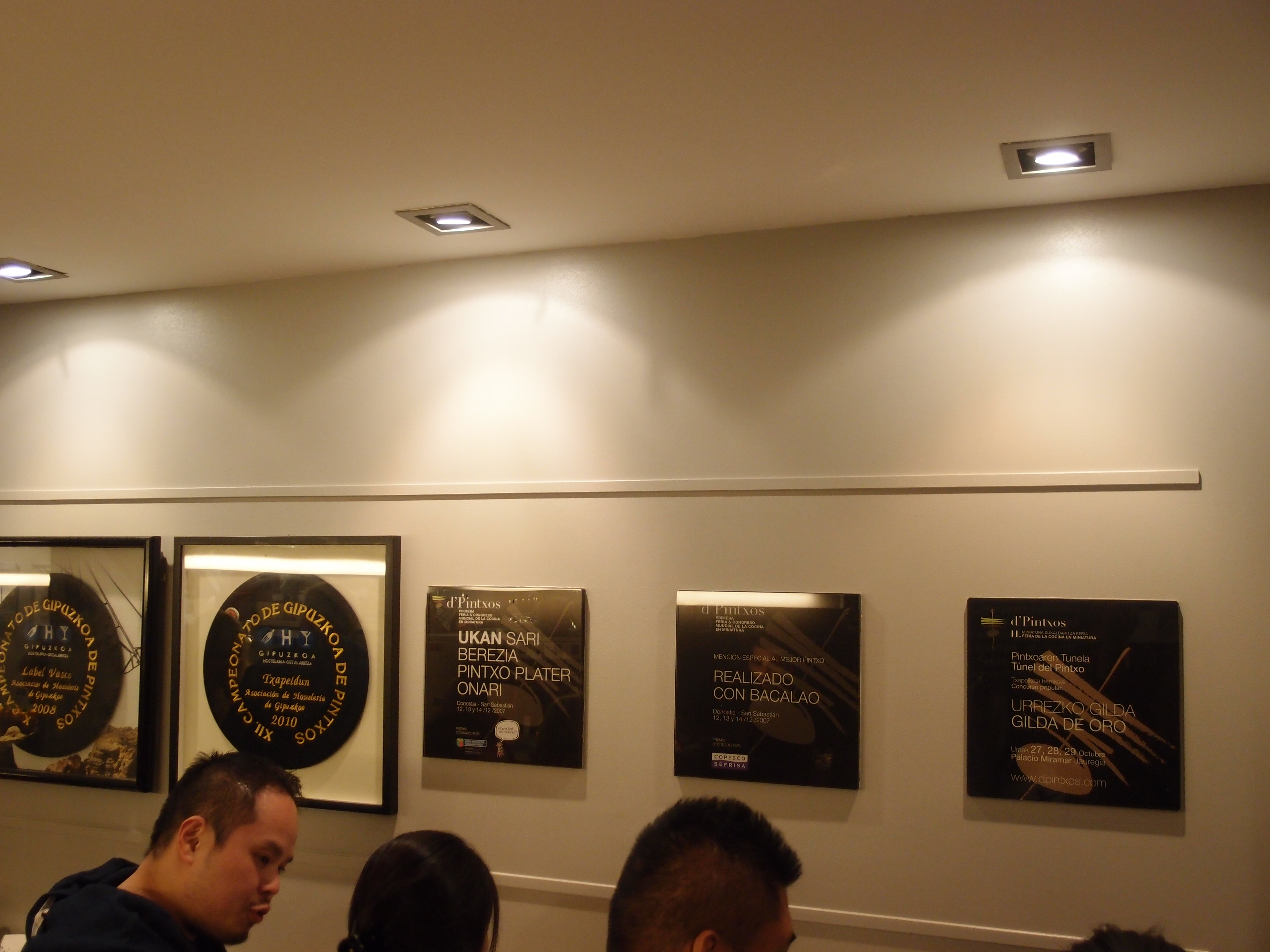
Pintxos-Ehrenurkunden in der Altstadtbar Zeruku
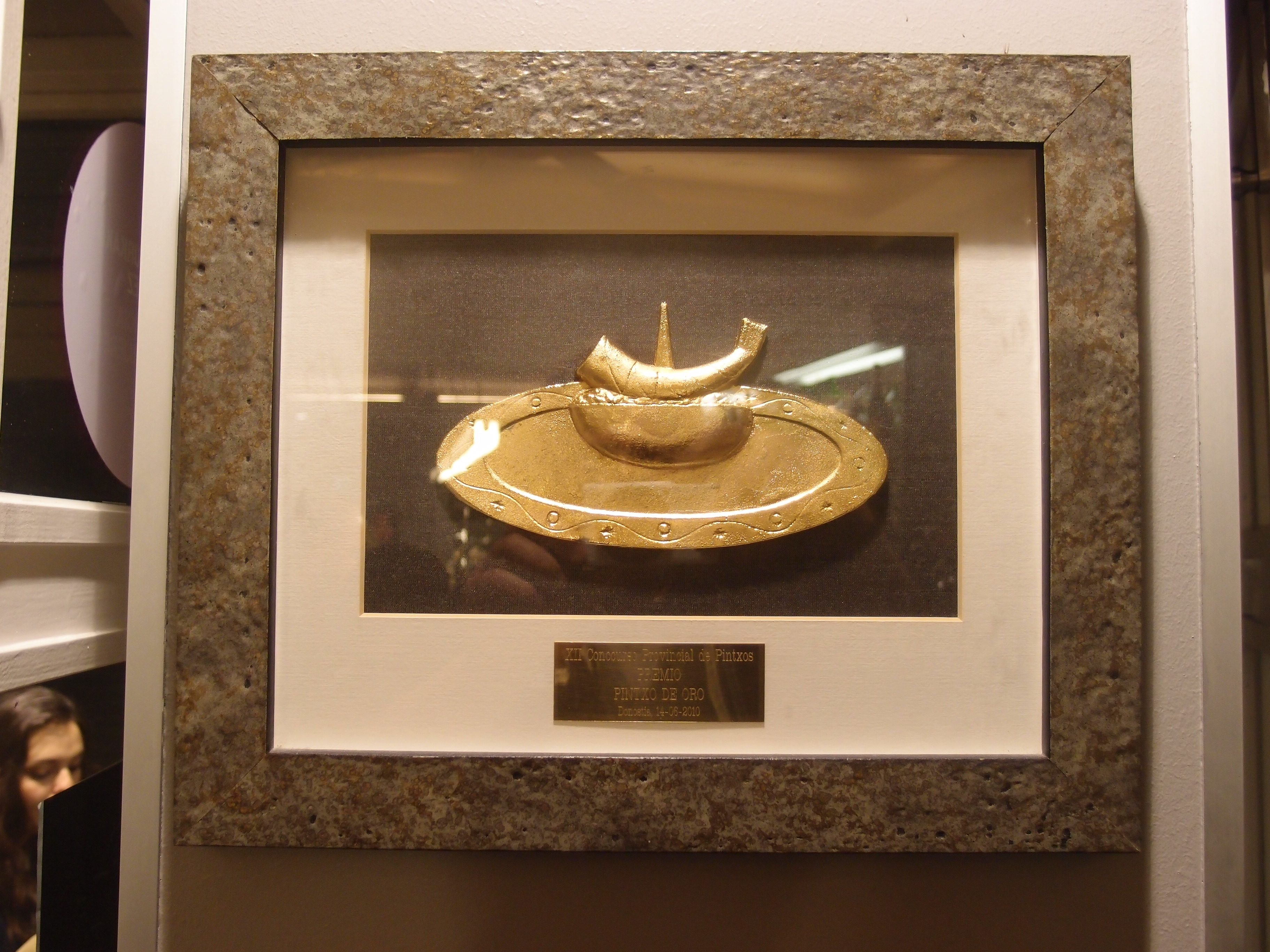
Pintxo de Oro (Goldener Pintxo)